# Obludárium
Obludárium (v originále Freak Show) je americký hraný film z roku 2017, který režírovala Trudie Styler podle stenojmenného románu Jamese St. Jamese. Snímek měl světovou premiéru na Filmovém festivalu v Berlíně dne 13. února 2017, dne 1. července 2017 byl uveden na Filmovém festivalu v Karlových Varech.

## Děj
Billy Bloom miluje od dětství make-up a oblékání, v čemž ho podporuje i jeho matka. Jeho konzervativní otec od nich odejde. Billy žije s matkou sedm let v Connecticutu, a když náhle odjede (před synem tají, že na protialkoholní léčení), Billy se musí přestěhovat do sídla svého bohatého otce na jihu.
Billy ignoruje radu hospodyně Florence, aby se na svůj první den na místní střední škole oblékl konzervativně. Jeho extravagantní oděv způsobí, že ho spolužádi vyloučí z kolektivu a šikanují. Jedinou kamarádku získá v Mary Jane. A rovněž školní hrdina a sportovec Flip Kelly. Když je napaden spolužáky, stráví pět dní v kómatu. Po pěti dnech se Billy probere a s Flipem se následně skamarádí. Billy ve škole oznámí svou kandidaturu na královnu návratu domů proti druhé uchazečce Lynette. Při hlasování je Lynettin projev otevřeně nenávistný vůči každému, kdo není heterosexuální, zatímco Billy apeluje na toleranci. Sklidí sice ovace, ale přesto prohraje. Jeho otec mu blahopřeje k tomu, že čelil výzvě beze strachu a řekl svou pravdu.

## Obsazení
| Alex Lawther        | Billy Bloom            |
| Eddie Schweighardt  | mladý Billy Bloom      |
| Abigail Breslinová  | Lynette                |
| Mickey Sumner       | Dr. Veronica Vickers   |
| Bette Midler        | Muv, Billyho matka     |
| Larry Pine          | Billyho otec           |
| AnnaSophia Robbová  | Mary Jane              |
| Ian Nelson          | Mark "Flip" Kelly      |
| Lorraine Toussaint  | Flossie, Billyho chůva |
| Laverne Cox         | Felicia, reportérka    |
| Willa Fitzgeraldová | Tiffany                |
| Celia Weston        | Florence               |
| Walden Hudson       | Bib Oberman            |